# Johann Friedrich Knechtenhofer
Johann Friedrich Knechtenhofer (* 7. November 1796 in Hofstetten (heute Gemeinde Thun); † 4. Februar 1871 ebenda) war ein Schweizer Unternehmer und Hotelier aus Thun. Gemeinsam mit seinen Brüdern Johannes und Johann Jakob eröffnete er 1830 das Hotel «Bellevue» in Hofstetten, das zu einem beliebten Treffpunkt der englischen Aristokratie wurde. Sie förderten den Fremdenverkehr in der Thunerseeregion massgeblich, unter anderem durch die Einführung der Dampfschifffahrt auf dem Thunersee mit dem Schiff «Bellevue» im Jahr 1835.

## Leben und Werk
Johann Friedrich Knechtenhofer wurde am 7. November 1796 in Thun geboren und entstammte einer angesehenen Familie, die seit 1604 als Thuner Bürger verbrieft war. Sein Vater, Jakob Wilhelm Knechtenhofer (1766–1828), war Metzgermeister, Wirt und Oberst. Johann Friedrich war das vierte von sechs überlebenden Kindern und erhielt eine solide Ausbildung, wie es in der Familie Knechtenhofer üblich war.

## Erste Jahre und Einstieg in den Tourismus
Wie seine Brüder begann Johann Friedrich Knechtenhofer seine berufliche Laufbahn im Leinenhandel in Sumiswald, musste dieses Geschäft jedoch aufgeben, als sich die Marktbedingungen verschlechterten. Nachdem sie nach Thun zurückgekehrt waren, übernahmen Johann Friedrich und seine Brüder Johann Jakob (1790–1867) und Johannes (1793–1865) 1827 das von ihrem Vater erworbene «Lindengut». Dieses Grundstück wurde zur Basis ihrer unternehmerischen Aktivitäten.

## Aufbau des Hotels «Bellevue»
Im Jahr 1830 errichteten Johann Friedrich und seine Brüder auf dem Grundstück das Hotel «Bellevue», das rasch zu einem der angesehensten Etablissements im Berner Oberland avancierte. Das Hotel war besonders bei englischen Touristen beliebt, die die Alpen als Reiseziel entdeckt hatten. Johann Friedrich war als Mitinhaber und «Negotiant» im Hotel tätig, ohne dass er aktenkundig geworden wäre. Der Name des Hotels wurde später auch für das erste Dampfschiff auf dem Thunersee übernommen.

## Vom Ländtehaus zum Gasthaus «Bateau à Vapeur»
Eine zentrale Rolle in den geschäftlichen Unternehmungen der Knechtenhofers spielte auch das sogenannte «Ländtehaus», welches sie 1831 erwarben. Diese einfache Wirtschaft am Seeufer diente als Anlegestelle und Umschlagplatz für Passagiere und Güter, die mit den Lastkähnen und später mit dem Dampfschiff ankamen oder abreisten. Die Gebrüder Knechtenhofer bauten es zum gediegenen Gasthaus «Bateau à Vapeur» um und nutzten es als einfacheres Etablissement für eine breitere Kundschaft neben dem Erstklasshotel «Bellevue».

## Dampfschifffahrt auf dem Thunersee
Die Gebrüder Knechtenhofer erkannten früh die Bedeutung der Dampfschifffahrt für den aufkommenden Tourismus. Zudem befürchteten sie, dass die neue Kantonsstrasse auf der anderen Seeseite vorbeiführen würde und sie damit auch wirtschaftlich ins Abseits gelangen könnten. 1835 liessen sie deshalb das Dampfschiff «Bellevue» in Paris bauen und nach Thun transportieren. Das Schiff wurde ein Jahr später in Betrieb genommen und verkehrte zwischen Thun und Neuhaus. Als Kapitän amtete vor allem Johannes Knechtenhofer, der in den Hotelprojekten weniger involviert war.

## Wirtschaftliche Strategie
Das Dampfschiff ermöglichte nicht nur eine schnelle Verbindung über den See, sondern steigerte auch die Attraktivität ihrer Gastronomiebetriebe. Die Gebrüder Knechtenhofer verfolgten also eine ausgeklügelte Geschäftsstrategie, die sich auf drei Säulen stützte: ein luxuriöses Hotel (das «Bellevue»), ein einfacheres Gasthaus am Seeufer («Bateau à Vapeur») und eine Schifffahrtslinie. Diese Einrichtungen waren eng miteinander verknüpft und profitierten voneinander.

## Politische Ämter
Johann Friedrich Knechtenhofer war ein politisch aktiver Unternehmer, der sich massgeblich in der kantonalen und lokalen Politik engagierte. Zunächst als überzeugter Liberaler tätig, vollzog er nach der Gründung des Schweizer Bundesstaates 1848 einen politischen Wandel und wechselte ins konservative Lager. Von 1831 bis 1845 vertrat er den Wahlkreis Trachselwald im Berner Grossen Rat und war zudem Mitglied des Grossen Stadtrats von Thun. Die Knechtenhofer-Brüder spielten eine einflussreiche Rolle in der wirtschaftlichen Entwicklung der Region, was sich auch in politischen Fragen zeigte. So waren Johann Friedrich und Johann Jakob Knechtenhofer massgeblich an wirtschaftspolitischen Entscheidungen beteiligt, etwa beim sogenannten «Holzmättelihandel» von 1840, einem Grundstücksstreit um eine strategisch wichtige Parzelle neben dem Hotel «Bellevue».

## Militärische Tätigkeiten
Neben seinen politischen und unternehmerischen Aktivitäten hatte Johann Friedrich Knechtenhofer auch Erfolg im Militär. Seine militärische Laufbahn begann vermutlich parallel zu seinen frühen geschäftlichen Aktivitäten, als er in den 1820er Jahren Buchhalter und Textilhändler in Sumiswald war, bevor er 1824 das Gasthaus «Zum Weissen Kreuz» in Thun pachtete.

## Spätere Jahre und Vermächtnis
Als es in Thun Pläne für ein neues Schiff zur Konkurrenz der Knechtenhofers gab, fusionierten die Schifffahrtsunternehmen von Johann Jakob und Johann Friedrich 1843  mit der neuen Gesellschaft, wobei sie die Mehrheitsaktionäre blieben. Trotzdem zogen sie sich nach der Fusion allmählich aus der Dampfschifffahrt zurück und konzentrierten sich auf das Hotel- und Gastgewerbe. Das «Bellevue» blieb bis etwa 1865 eines der prominentesten Hotels der Schweiz, bevor der Tourismus zunehmend in die eigentlichen Alpenregionen wanderte.
Johann Friedrich Knechtenhofer verstarb am 4. Februar 1871.